# ドイチェ・フースバルマイスターシャフト1908-1909
ドイチェ・フースバルマイスターシャフト 1908-1909 はドイツサッカー協会によって開催された第7回目のクラブチーム全国大会である。カールスルーアーFCフェニックスが優勝し、1回目のドイチャー・フースバルマイスターの座に就いた。

## 出場クラブ[2]
ベルリンとブランデンブルク州の両協会間プレーオフが廃止されて一枠ずつが与えられ、前回王者枠はなし。DFBに加盟する8つの地域協会から1クラブずつ出場した。ベルリン＝ブランデンブルク間プレーオフの廃止は、競合するマルク・ブランデンブルク協会の増収を嫌う、ベルリン球技クラブ協会の意向によるものであった。こうして一度は低評価を下されたブランデンブルクの王者は、プレーオフを免除された。ベルリン球技協会と昨年新設されたベルリン陸上競技クラブ協会は、参加権を認められなかった。
| クラブ                         | 出場資格                                                          |
| VfBケーニヒスベルク            | バルティッシェ・フースバルマイスターシャフト1908-1909優勝         |
| SCアレマニア・コットブス       | ズュートオストドイチェ・フースバルマイスターシャフト1908-1909優勝 |
| ベルリナーTuFCヴィクトリア89   | VBBベルリナー・フースバルマイスターシャフト1908-1909優勝          |
| TuFCタスマニア・リクスドルフ   | メルキッシェ・フースバルマイスターシャフト1908-1909優勝           |
| SCエアフルト95                 | ミッテルドイチェ・フースバルマイスターシャフト1908-1909優勝       |
| アルトナーFC93                 | ノルトドイチェ・フースバルマイスターシャフト1908-1909優勝         |
| FCミュンヘン＝グラートバッハ   | ヴェストドイチェ・フースバルマイスターシャフト1908-1909優勝       |
| FCフェニックス・カールスルーエ | ズュートドイチェ・フースバルマイスターシャフト1908-1909優勝       |

## 準々決勝
開催日： 1909年5月2日・16日

会場：DSV-Platz am Grunewald (デュイスブルク)、　Eintracht-Platz an der Helmstedter Straße (ブラウンシュヴァイク)、 Walter-Simon-Platz (ケーニヒスベルク)、　Wackerstadion Debrahof (ライプツィヒ)
| チーム #1                      | スコア  | チーム #2                    |
| ------------------------------ | ------- | ---------------------------- |
| アルトナーFC93                 | 4–2     | TuFCタスマニア・リクスドルフ |
| FCフェニックス・カールスルーエ | 5–0     |                              |
| SCエアフルト95                 | 4–3 aet | SCアレマニア・コットブス     |
| ベルリナーTuFCヴィクトリア89   | 12–1    | VfBケーニヒスベルク          |

西部王者FCミュンヘン=グラートバッハは、南部王者FCフェニックス・カールスルーエに0-5でなすすべなく完敗した。フェニックスは攻撃的サッカーで戦い、20分・25分にオットー・ライザー、32分にヴィルヘルム・ノーエ、前半終了直前にヘルマン・ライボルト、88分にアルトゥール・バイアーが決めた。
北部王者アルトナーFCは、ブランデンブルク王者タスマニア・リクスドルフを4-2で下した。アドルフ・イェーガーとクルト・マイエのゴールで前半は1-1の同点。アルトナは64分にカール・ハンゼンが勝ち越し点を決め、さらに68分ゲルハルト・シュミットが追加点。タスマニアがパウル・フィッシャーのゴールで一点差に追いすがった後、アドルフ・イェーガーのこの日二点目で再度突き放した。
北東部王者VfBケーニヒスベルクは、またもベルリナー・ヴィクトリアに大敗した。GKブルーノ・ノイマンという選手がよく知られていたが、彼の守るゴールネットはヴィクトリアに12回も揺らされた。前半 (0-6)の得点者はヴィリ・ヴォアピツキー三点、オットー・ドゥムケ一点、あとの二点は不明。後半 (1-6)はヴィクトリアがヴォアピツキー四点・他二点は得点者不明である。ケーニヒスベルクはペップ・ミュンスターが一矢を報いた。
準々決勝最後の試合は、中部王者SCエアフルトが南東部王者アレマニア・コットブスと対戦し、延長戦の末4-3で競り勝った。規定の90分を3-3で終えた後、さらに120分まで戦っても決着がつかなかったが、しかしエアフルトは130分に決勝点を決めた。得点者は全て不明。

## 準決勝
開催日： 1909年5月16日・23日

会場：Union-Platz (ベルリン＝マリエンドルフ)、Victoria-Platz (フランクフルト・アム・マイン)
| チーム #1                      | スコア | チーム #2      |
| ------------------------------ | ------ | -------------- |
| FCフェニックス・カールスルーエ | 9–1    | SCエアフルト95 |
| ベルリナーTuFCヴィクトリア89   | 7–0    | アルトナーFC93 |

ベルリナー・ヴィクトリアは、21分にオットー・ドゥムケが退場して数的不利となったが、それでもアルトナーFCを7-0で大破した。開始わずか15分でヴィリ・ヴォアピツキーの一点とヘルムート・レプナックの二点 (一点目はPK、2-0)により3-0とリードし、後半にもヴォアピツキーが一点・レプナックが三点 (一点目はPK、4-0)を加えた。
一週間後に行われた準決勝第ニ試合もワンサイドゲームとなり、FCフェニックス・カールスルーエが9-1でSCエアフルトを圧倒した。フェニックスは開始7分にヘルマン・ライボルト、9分にエミル・オーバーレ、43分にヴィルヘルム・ノーエが決め前半を3-0で折り返すと、60分までにノーエ、オットー・ライザー、ライボルトが決めて6-0となった。その後エアフルトは得点者不明のPKで一点を返すが、フェニックスの攻勢はまだ終わらず、69分・85分ライザー、75分オーバーレと加点した。

## 決勝
| カールスルーアーFCフェニックス                      | 4 – 2    | ベルリナーTuFCヴィクトリア89          |
| --------------------------------------------------- | -------- | ------------------------------------- |
| バイアー 30分 · ノーエ 34分, 65分 · ライボルト 55分 | レポート | ヴォアピツキー 16分 · レプナック 83分 |

| カールスルーアーFCフェニックス |  |                              |  |
|                                |  |                              |  |
|                                |  | オットー・ミヒャエリス       |  |
|                                |  | ローバート・ノイマイアー     |  |
|                                |  | エアンスト・カート           |  |
|                                |  | アートゥーア・バイアー       |  |
|                                |  | カール・シュヴァインシャオト |  |
|                                |  | オットー・ライザー           |  |
|                                |  | ローバート・ヘーガー         |  |
|                                |  | カール・ヴェーゲレ           |  |
|                                |  | エミル・オーバーレ           |  |
|                                |  | ヴィルヘルム・ノーエ         |  |
|                                |  | ヘアマン・ライボルト         |  |
| 監督 アートゥーア・バイアー    |  |                              |  |
|                                |  |                              |  |

| ベルリナーTuFCヴィクトリア89 |  |                            |  |
|                              |  |                            |  |
|                              |  | パウル・スクラノヴィッツ   |  |
|                              |  | ヘルムート・レプナック     |  |
|                              |  | ヴィリ・ハーン             |  |
|                              |  | パウル・フィッシャー       |  |
|                              |  | ヴィリ・ムエーク           |  |
|                              |  | ヴィリ・クネーゼベック     |  |
|                              |  | パウル・フンダー           |  |
|                              |  | オットー・ドゥムケ         |  |
|                              |  | ラインホルト・ボック       |  |
|                              |  | ヴィリー・ヴォアピツキー   |  |
|                              |  | アルフレート・ゲルプハーア |  |
| 監督                         |  |                            |  |
|                              |  |                            |  |

|  |  |

前年度王者ベルリナー・ヴィクトリアは前半16分、ヴィリー・ヴォアピツキーのヘディングシュートで先制した。しかしこの時の接触でヴォアピツキーは負傷し、痛みを抱えながらプレーし続けた。挑戦者フェニックス・カールスルーエは30分に選手兼任監督・主将のアルトゥール・バイアーが同点にすると、その四分後にヴィルヘルム・ノーエが決めて逆転。フェニックスの2-1リードで前半が終わった。
後半フェニックスは55分ヘルマン・ライボルト、65分ノーエと追加点を挙げ、4-1と大きくリード。追い詰められたヴィクトリアは83分にヘルムート・レプナックが決めて二点差に詰め寄るが、王者の反撃もそこまで。主審を務めたDFB現職会長ゴットフリート・ヒンツェが終了の笛を吹き、南部ドイツから2クラブ目のドイチャー・マイスターが誕生した。覇権はベルリンとライプツィヒから、南部に移りつつあった。

## カールスルーアーFCフェニックスのマイスターマンシャフト
| カールスルーアーFCフェニックス | |

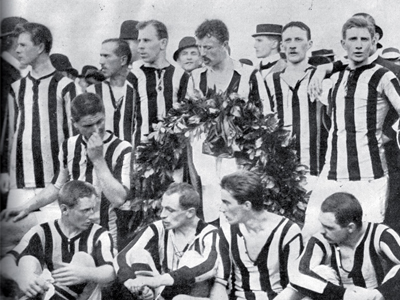
優勝後のカールスルーアーFCフェニックスの選手達。
後列左から: Michaelis, Karth, Reißer, Neumaier, Beier, Schweinshaut, Noë
前列左から: Wegele, Leibold, Oberle, Heger

|                                | - GK: オットー・ミヒャエリス (3試合/-得点) - DF: エアンスト・カート (3/-), ローバート・ノイマイアー (3/-) - MF: アートゥーア・バイアー (c) (3/2), カール・ローバート・ヘーガー (3/-), カール・シュヴァインシャオト (3/-) - FW: ヘアマン・ライボルト (3/4), ヴィルヘルム・ノーエ (3/5), エミル・オーバーレ (3/2), オットー・ライザー (3/5), カール・ヴェーゲレ (3/-) - 選手兼監督: アートゥーア・バイアー (3/2) |

## 得点ランキング[8]
ベルリナー・ヴィクトリアの7点、SCエアフルトの5点、アレマニア・コットブスの3点、計15ゴールの得点者が不明である。
| 選手 | 選手                   | クラブ                         | 出場数 | 得点数 |
| ---- | ---------------------- | ------------------------------ | ------ | ------ |
| 1.   | ヴィリ・ヴォアピツキー | ベルリナーTuFCヴィクトリア89   | 3      | 7      |
| 2.   | ヘルムート・レプナック | ベルリナーTuFCヴィクトリア89   | 2      | 6      |
| 3.   | ヴィルヘルム・ノーエ   | FCフェニックス・カールスルーエ | 3      | 5      |
| 3.   | オットー・ライザー     | FCフェニックス・カールスルーエ | 3      | 5      |
| 5.   | ヘアマン・ライボルト   | FCフェニックス・カールスルーエ | 3      | 4      |
| 6.   | アドルフ・イェーガー   | アルトナーFC93                 | 2      | 2      |
| 7.   | アートゥーア・バイアー | FCフェニックス・カールスルーエ | 3      | 2      |
| 7.   | エーミル・オーバーレ   | FCフェニックス・カールスルーエ | 3      | 2      |
| 9.   | パウル・フィッシャー   | TuFCタスマニア・リクスドルフ   | 1      | 1      |
| 9.   | クアト・マイエ         | TuFCタスマニア・リクスドルフ   | 1      | 1      |
| 9.   | ペップ・ミュンスター   | VfBケーニヒスベルク            | 1      | 1      |
| 12.  | カール・ハンセン       | アルトナーFC93                 | 2      | 1      |
| 12.  | ゲアハート・シュミット | アルトナーFC93                 | 2      | 1      |
| 14.  | オットー・ドゥムケ     | ベルリナーTuFCヴィクトリア89   | 3      | 1      |